# Гілтнер (Небраска)
Гілтнер (англ. Giltner) — селище (англ. village) в США, в окрузі Гамільтон штату Небраска. Населення — 406 осіб (2020).

## Географія
Гілтнер розташований за координатами 40°46′31″ пн. ш. 98°9′14″ зх. д. / 40.77528° пн. ш. 98.15389° зх. д. (40.775354, -98.153942).  За даними Бюро перепису населення США в 2010 році селище мало площу 1,01 км², з яких 1,00 км² — суходіл та 0,01 км² — водойми.

## Демографія
Згідно з переписом 2010 року, у селищі мешкали 352 особи в 134 домогосподарствах у складі 102 родин. Густота населення становила 347 осіб/км².  Було 151 помешкання (149/км²).
Расовий склад населення:
| - 98,6 % — білих - 0,3 % — вихідців з тихоокеанських островів |

До двох чи більше рас належало 0,9 %. Частка іспаномовних становила 0,3 % від усіх жителів.
За віковим діапазоном населення розподілялося таким чином: 27,6 % — особи молодші 18 років, 58,8 % — особи у віці 18—64 років, 13,6 % — особи у віці 65 років та старші. Медіана віку мешканця становила 40,0 року. На 100 осіб жіночої статі у селищі припадало 104,7 чоловіків;  на 100 жінок у віці від 18 років та старших — 96,2 чоловіків також старших 18 років.
Середній дохід на одне домашнє господарство  становив 61 504 долари США (медіана — 55 893), а середній дохід на одну сім'ю — 70 108 доларів (медіана — 61 071). За межею бідності перебувало 4,0 % осіб, у тому числі 0,0 % дітей у віці до 18 років та 5,8 % осіб у віці 65 років та старших.
Цивільне працевлаштоване населення становило 182 особи. Основні галузі зайнятості: виробництво — 23,1 %, освіта, охорона здоров'я та соціальна допомога — 22,0 %, транспорт — 9,3 %, мистецтво, розваги та відпочинок — 8,8 %.